# 留里克

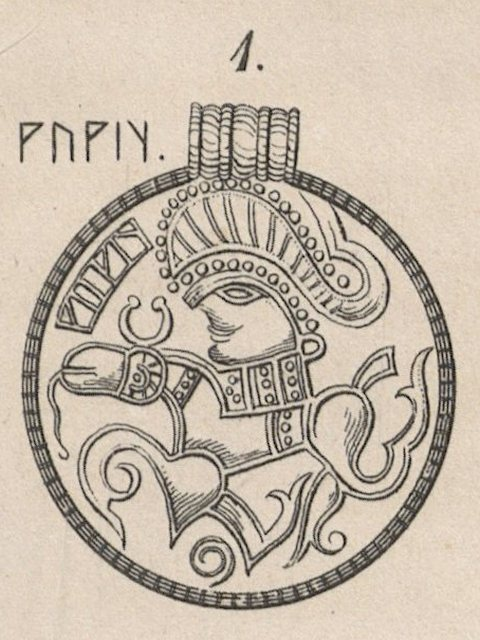
上有留里克形象的金牌纹样，左边是如尼文Rourig（留里克）

留里克（英語：Rurik，也作，古东斯拉夫语  Rjurikŭ，古诺斯语：Hrøríkʀ，830年—879年）是第一位被明確記載的東斯拉夫民族君主，也是第一個諾夫哥羅德大公，由他的姓氏「留里克」成為了後來留里克王朝的名稱。

## 簡介
根据12世纪《往年纪事》，留里克其實並不是羅斯人、亦不是烏克蘭人，而是維京人早年入侵全歐州時在東歐大平原遺留下的後代──瓦良格人，留里克的血緣的祖先可能位於瑞典的東南角，不過到目前並無證據能指出瓦良格人的居住地在瑞典的哪一個城市或農村。
留里克原本只是一屆在烏克蘭和俄羅斯四處遊蕩的維京部落首領，在早年的生活中也無明確的國家意識。他在公元862年無意間殺死了當時殘忍統治舊拉多加地區的部落酋長，這個地區是俄羅斯西部的一個小部落，由此被陰差陽錯的推舉為該地的統治者，當地農民視留里克的保護人。
在此之後，留里克的國家意識覺醒並開始積極征服新的土地。其中最重要的一戰是位於大诺夫哥罗德附近的肥沃村莊，在他征服成功之後，把這個村莊建設成自己的首都城市，成為第一代諾夫哥羅德大公。由於其統治區域均為古羅斯人的活動范圍，因此他決定統一全俄羅斯的各個部落。不過，當時他年事已高加上俄羅斯的面積太大，導致他這個志願還未完成就在冰原上猝死。於是，他雖然完成了留里克王朝的國家建立，但並非“全羅斯民族”的第一位國王。隨後他所統治的古羅斯部落根據其出生地，明確的再次邀請一名出生在瑞典的維京人去接替他的大公之位，以此統一全羅斯部落。
這名後繼者即奧列格，他在血緣上雖然和留里克沒有關係，但是他繼承了留里克王朝的名號。